# Kamecki
Kamecki – polski herb szlachecki, odmiana herbu Ślepowron.

## Opis herbu
W  polu  błękitnem  —  srebrna  podkowa  ocelami  na  dół  z krzyżem  złotym  na  barku.  Na krzyżu  kruk  czarny  ze  złotym pierścieniem  w  dziobie,  odwrócony  w  prawo.  Od  lewego  ocela podkowy  srebrna  strzała  lewo-ukośnie  ku  górze.  Nad  hełmem w  koronie  trzy  pióra  strusie.

## Najwcześniejsze wzmianki
1500r.

## Herbowni
Jedna rodzina herbownych, (herb własny):
Kamecki.